# Tour de Picardie 2008
Das 62. Tour de Picardie fand vom 16. bis 18. Mai 2008 statt. Das Radrennen wurde in zwei Etappen  und zwei Halbetappen über eine Distanz von 543,5 Kilometern ausgetragen. Es ist Teil der UCI Europe Tour 2008 und dort in die Kategorie 2.1 eingestuft.

## Etappen
| Etappe     | Tag     | Start – Ziel                   | km   | Etappensieger      | Führender          |
| ---------- | ------- | ------------------------------ | ---- | ------------------ | ------------------ |
| 1. Etappe  | 16. Mai | Crécy-en-Ponthieu – Guise      | 179  | Sebastian Siedler  | Sebastian Siedler  |
| 2. Etappe  | 17. Mai | Ribemont – Clermont            | 181  | Martin Elmiger     | Martin Elmiger     |
| 3a. Etappe | 18. Mai | Grandvilliers – Cayeux-sur-Mer | 88,5 | Jean-Eudes Demaret | Jean-Eudes Demaret |
| 3b. Etappe | 18. Mai | Ault – Cayeux-sur-Mer          | 95   | Sébastien Chavanel | Sébastien Chavanel |